# Wilschanyk
Wilschanyk (ukrainisch Вільшаник; russisch Ольшаник Olschanyk, polnisch Olszanik) ist ein Dorf in der ukrainischen Oblast Lwiw in der Westukraine mit etwa 1330 Einwohnern.
Die Ortschaft liegt im Westen der historischen Landschaft Galizien im Rajon Sambir am Fluss Motscharka (Мочарка), etwa 9 Kilometer südöstlich vom Rajonzentrum Sambir und 71 Kilometer südwestlich vom Oblastzentrum Lwiw entfernt.
Am 9. August 2015 wurde das Dorf zum Zentrum der neu gegründeten Landgemeinde Wilschanyk (Вільшаницька сільська громада Wilschanyzka silska hromada), zu dieser zählen auch noch die 8 Dörfer Hlybotsch (Глибоч), Lopuschno (Лопушно), Lukawyzja (Лукавиця), Mala Sprynka (Мала Спринька), Monastyrez (Монастирець), Sprynja (Сприня), Tscherchawa (Черхава) und Trojany (Трояни), bis dahin bildete es mit Hlybotsch, Tscherchawa und Trojany die Landratsgemeinde Wilschanyk.
Am 12. Juni 2020 wurde die Landgemeinde aufgelöst und der Landgemeinde Raliwka unterstellt.
Der Ort wurde 1423 zum ersten Mal schriftlich erwähnt, lag zunächst in der Adelsrepublik Polen-Litauen, Woiwodschaft Ruthenien, und kam 1772 als Olszanik zum damaligen österreichischen Kronland Galizien (bis 1918 dann im Bezirk Sambor).
Nach dem Ende des Ersten Weltkrieges kam er zu Polen, war hier ab 1921 als Olszanik in die Woiwodschaft Lwów, Powiat Sambor, Gmina Sambor eingegliedert und wurde im Zweiten Weltkrieg erst von der Sowjetunion und ab 1941 bis 1944 von Deutschland besetzt und dem Distrikt Galizien angeschlossen. Nach der Rückeroberung durch sowjetische Truppen 1944 kam er 1945 wiederum zur Sowjetunion und wurde in die Ukrainische SSR eingegliedert, seit 1991 ist der Ort Teil der heutigen Ukraine.